# Älvskogen
Älvskogen är ett naturreservat i Karlskoga kommun i Örebro län.
Området är naturskyddat sedan 2007 och är 15,5 hektar stort. Reservatet ligger på en sluttning vid Svartälvens östra strand och består av barrskog.